# Upplands runinskrifter 477
Upplands runinskrifter 477 är ett försvunnet vikingatida runstensfragment som funnits i Vickeby, Knivsta socken och Knivsta kommun. De enda uppgifterna som finns om U 477 är från Richard Dybeck. Enligt honom hade stenen måtten 1,5 gånger 0,9 meter.

## Inskriften
Translitterering av runraden:
[... ...ftiʀ × ikialt × sun × sin × h... ...]
Normalisering till runsvenska:
... [æ]ftiʀ Ingiald, sun sinn. H[ann] ...
Översättning till nusvenska:
... efter Ingjald, sin son. Han ...